# Morandi (gruppo musicale)
Morandi è un gruppo pop musicale rumeno, composto da Marius Moga e Andrei Ştefan Ropcea (Randi). Il nome del gruppo deriva dalla fusione tra le prime due lettere del cognome di Marius (Moga) e il soprannome (Randi) di Andrei.
Oltre al successo in Romania, il gruppo esce dai confini nazionali, diventando probabilmente la band di maggior successo nell'Europa orientale da sempre, dopo gli O-Zone. La loro musica è molto popolare tra i giovani di paesi come Russia, Macedonia, Bulgaria, Serbia, Repubblica Ceca, Polonia e Ucraina. In un certo senso, rappresentano il meglio della musica pop rumena all'estero, insieme ad O-Zone, Akcent, Yarabi, e Geo da Silva. Il loro terzo album in studio N3xt è stato certificato doppio disco di platino con oltre 40 000 copie vendute in territorio russo.
Morandi è stata nominata come "Miglior band rumena" agli MTV Europe Music Awards del 2005 e 2006, riuscendo finalmente a vincere il premio nell'edizione 2008.

## Discografia

### Album
- 2005 – Reverse
- 2006 – Mind Fields
- 2007 – N3xt

## Singoli
| Anno        | Titolo                                  | Posizione in classifica | Posizione in classifica | Posizione in classifica | Posizione in classifica | Posizione in classifica | Posizione in classifica | Posizione in classifica | Album          |
| Anno        | Titolo                                  | ROM                     | RUS                     | SVK                     | CZE                     | UKR                     | MAC                     | POL                     | Album          |
| ----------- | --------------------------------------- | ----------------------- | ----------------------- | ----------------------- | ----------------------- | ----------------------- | ----------------------- | ----------------------- | -------------- |
| 2005        | Love Me                                 | 3                       | -                       | -                       | -                       | -                       | -                       | -                       | Reverse        |
| 2005        | Beijo                                   | 1                       | -                       | -                       | -                       | -                       | -                       | -                       | Reverse        |
| 2006        | Falling Asleep                          | 1                       | -                       | -                       | -                       | -                       | -                       | -                       | Mind Fields    |
| 2006        | A La Lujeba                             | 1                       | -                       | -                       | -                       | -                       | -                       | -                       | Mind Fields    |
| 2006        | Oh La La (versione in inglese di Beijo) | -                       | -                       | -                       | -                       | -                       | -                       | -                       | (solo singolo) |
| 2007        | Afrika                                  | 2                       | -                       | -                       | -                       | -                       | -                       | -                       | N3XT           |
| 2007        | Angels                                  | 1                       | 1                       | 1                       | 1                       | 1                       | -                       | 1                       | N3XT           |
| 2008        | Save Me (feat. Helena)                  | 3                       | 3                       | 13                      | 1                       | 5                       | 1                       | -                       | N3XT           |
| Numeri uno  | Numeri uno                              | 4                       | 1                       | 1                       | 1                       | 1                       | 1                       | -                       |                |
| Top 10 hits | Top 10 hits                             | 7                       | 2                       | 1                       | 1                       | 2                       | 1                       | -                       |                |

- Love Me (2005) #3 in Romanian Top 100
- Beijo (canzone in portoghese, 2005) #1 in RT100
- Falling Asleep (2006) - music videoclip #1 in RT100, #142 in Eurochart Hot 200
- A La Lujeba (2006) #1 in RT100
- Oh La La (versione inglese di Beijo) (2006)
- Afrika (2007) - music videoclip #2 in RT100, #108 in Eurochart Hot 200
- Angels (2007) #1 in RT100, #1 in Russian Airplay Top100, #1 in Slovakia Singles Chart , #1 in Ukraine Airplay Chart , #1 in Czech Airplay Chart, #1 in Polish Airplay Chart
- Save Me (Feat Helen) (2008) #1 in Macedonia Top 100, #1 in Russia Radio Europa Plus Top 40, #3 in Romanian Singles Chart, #1 in Czech Airplay Chart